# Metro Manila (film)
Pour plus de détails, voir Fiche technique et Distribution.
Metro Manila est un film britannique écrit et réalisé par Sean Ellis, sorti en 2013.
Il a été présenté au Festival de Sundance 2013, où il a remporté le Prix du public international. Il est sélectionné pour représenter le Royaume-Uni aux Oscars du cinéma 2014 dans la catégorie meilleur film en langue étrangère.

## Synopsis
À la recherche d'une vie meilleure dans la mégalopole de Manille, Oscar Ramirez et sa famille quittent leur vie pauvre des rizières au nord des Philippines. Mais l'étouffante et affairée capitale les submerge, et ils finissent par être manipulés par les locaux. Oscar entrevoit une issue lorsqu'il postule pour un emploi d'agent de sécurité dans une entreprise de transport de fonds.

## Fiche technique
- Titre original : Metro Manila
- Réalisation : Sean Ellis
- Scénario : Sean Ellis et Frank E. Flowers
- Production : Mathilde Charpentier et Sean Ellis
- Photographie : Sean Ellis
- Montage : Richard Mettler
- Musique : Robin Foster
- Pays de production :  Royaume-Uni
- Langue : filipino, tagalog
- Dates de sortie :
  - États-Unis : 19 janvier 2013 (festival du film de Sundance 2013)
  - France : 17 juillet 2013

## Distribution
- Jake Macapagal : Oscar Ramirez
- Althea Vega : Mai Ramirez
- John Arcilla : Ong

## Distinctions

### Récompenses
- Festival Polar de Cognac :

• POLAR du meilleur long métrage international de cinéma
- British Independent Film Awards 2013 :
  - Meilleur film
  - Meilleur réalisateur pour Sean Ellis
  - Meilleure production

### Nominations et sélections
- Festival du film de Sundance 2013 : Prix du public (fiction internationale)
- British Independent Film Awards 2013 :
  - Meilleur acteur dans un second rôle pour John Arcilla
  - Meilleur espoir pour Jake Macapagal

- Festival international du film de Palm Springs 2014
- British Academy Film Awards 2014 : meilleur film en langue étrangère
- Satellite Awards 2014 : meilleur film en langue étrangère